# Предраг Радосавлевич
Предраг Радосавлевич – Преки е бивш сръбски футболист с американско гражданство. Част е от идеалната единадесеторка на МЛС за всички времена. Два пъти е избиран за играч на сезона в лигата.

## Кариера
Радосавлевич започва кариерата си в „Цървена звезда“. През 1985, по време на турнир, е забелязан от американския отбор по футзал „Такома Старс“. Там той играе 5 сезона и 3 пъти участва в мачът на звездите, на който в MVP 2 пъти. За периода си в Такома Старс Преки отбелязва над 200 гола. 
През 1990 играе за кратко в „Раслатс“ в долните дивизии на Швеция, но те го освобождават през юли 1990. Тогава сърбинът се връща към футзалът и играе за „Сейнт Луис Сторм“. През 1992 мениджърът на ФК „Евертън“ Хауърд Кендъл го закупува за £100 000. Халфът изиграва общо 53 мача за „карамелите“, в половината от които е резерва. 
През юни 1994 подписва със „Сан Хосе Гризлис“, но след няколко месеца е привлечен от ФК „Портмуст“ в Първа английска дивизия. През юли 1995 Сан Хосе Гризлис откупуват обратно футболистът. Той става голмайстор на лигата и най-добър играч за сезона. 
През 1996 Радосавлевич отива в новосформирания отбор от МЛС „Канзас Сити Уизардс“. Също така получава американско гражданство и на 3 ноември дебютира за националния отбор по футбол на САЩ. На следващия сезон Преки става MVP на МЛС. 
През 1998 участва на световното първенство с отбора на САЩ и играе срещу родината си Югославия. През 1999 става MVP в мачът на звездите на лигата. През 2001 преминава в Маями Фюжън, но след като този отбор се разпада, той се връща в Канзас Сити Уизардс и печели купата на страната. През 2003 отново става MVP на първенството. 
Отказва се през 2005, когато е на 42 години.
През 2007 става треньор на „Чивас“ САЩ и още в първия си сезон става треньор на годината. Напуска през 2009, след загуба от „Лос Анджелис Галакси“ в плейофите. През 2010 води ФК „Торонто“ и печели първенството на Канада.